# Grace (singolo Jeff Buckley)
Grace è un extended play di Jeff Buckley, pubblicato nel 1994 come primo estratto dall'album omonimo.

## Descrizione
Il brano è stato scritto dallo stesso Buckley insieme a Gary Lucas e prodotto da Andy Wallace.

## Successo commerciale
Il disco raggiunse la 42ª posizione nel Regno Unito.

## Tracce
1. Grace (edit) – 4:57 (Gary Lucas e Jeff Buckley)
2. Tongue – 11:31 (Jeff Buckley, Matt Johnson, Michael Tighe e Mick Grondahl)
3. Kanga-Roo – 14:06 (Alex Chilton)
4. Grace – 5:22 (Gary Lucas e Jeff Buckley)

## Classifiche
| Classifica (1994) | Posizione massima |
| ----------------- | ----------------- |
| Regno Unito       | 42                |